# 博格普尔
博格普尔（Bhogpur），是印度旁遮普邦Jalandhar县的一个城镇。总人口13893（2001年）。

## 人口
该地2001年总人口13893人，其中男性7346人，女性6547人；0—6岁人口1581人，其中男931人，女650人；识字率74.60%，其中男性为78.64%，女性为70.06%。